# Фругони, Джанбернардо
Джанберна́рдо Фруго́ни (итал. Gian Bernardo Frugoni; Генуя, 1591 — Генуя, 1661) — дож Генуэзской республики.

## Биография
Родился в Генуе в 1591 году, его семья происходила из Кьявари, в восточной части Лигурии. Изучал литературу, но в возрасте 25 лет начал военную карьеру и занимал ряд должностей в Савоне, где был одним из тридцати капитанов города.
Четыре раза избирался в Сенат Республики, занимал должности прокурора, губернатора и верховного судьи.
Был избран дожем 28 октября 1660 года, став одновременно королём Корсики. Его правление было кратким: 22 марта 1661 года он неожиданно умер в Генуе. После торжественной панихиды в соборе Сан-Лоренцо его тело было похоронено в церкви Сан-Франческо-ди-Кастеллетто.